# Vasili Polovnikov
Vasili Polovnikov –en ruso, Василий Половников– (28 de abril de 1986) es un deportista ruso que compitió en halterofilia. Ganó una medalla de plata en el Campeonato Europeo de Halterofilia de 2008, en la categoría de 85 kg.

## Palmarés internacional
| Campeonato Europeo | Campeonato Europeo          | Campeonato Europeo | Campeonato Europeo |
| Año                | Lugar                       | Medalla            | Categoría          |
| ------------------ | --------------------------- | ------------------ | ------------------ |
| 2008               | Lignano Sabbiadoro (Italia) | Medalla de plata   | 85 kg              |